# (209209) Ericmarsh
(209209) Ericmarsh est un astéroïde de la ceinture principale.

## Description
(209209) Ericmarsh est un astéroïde de la ceinture principale. Il fut découvert le 19 octobre 2003 à l'observatoire d'Apache Point par le programme Sloan Digital Sky Survey. Il présente une orbite caractérisée par un demi-grand axe de 2,44 UA, une excentricité de 0,10 et une inclinaison de 6,5° par rapport à l'écliptique.

## Compléments